# Eutektisk blandning

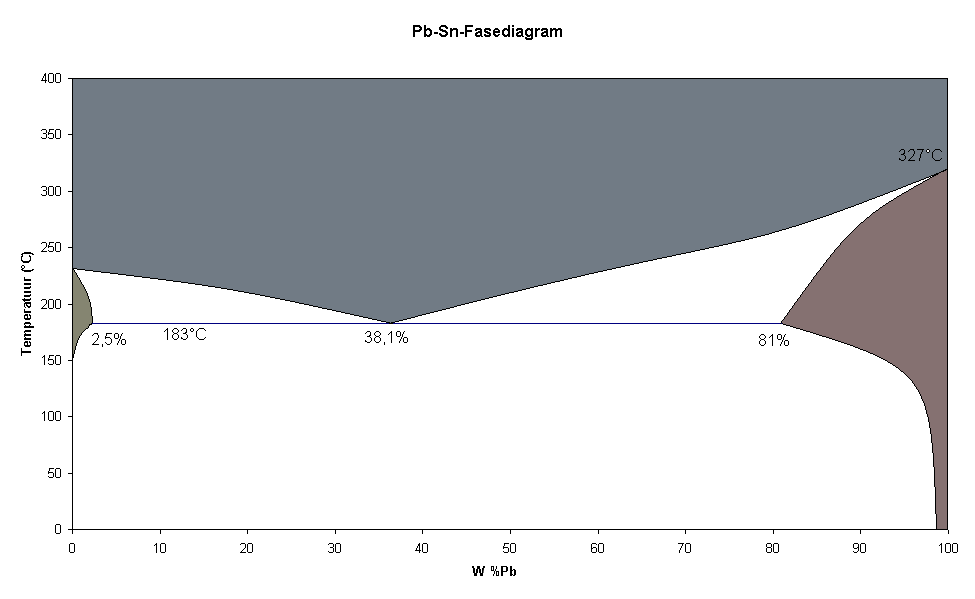
Binärt fasdiagram för bly-tenn, med eutektikum vid 37 viktprocent bly (lödtenn). Eutektisk punkt för tenn och bly ligger vid 63 % tenn och 37 % bly, sammansättningen av eutektiskt lödtenn, med smältpunkten 183°C och utan smältintervall

En eutektisk blandning eller eutektikum av två ämnen (oftast men inte enbart metaller) är en med sådan sammansättning att smältpunkten är den lägsta möjliga, och i alla fall lägre än hos de två enskilda ämnena. Det är endast i detta atom/molekylära förhållande som sammansättningen smälter som en helhet vid en specifik temperatur (den eutektiska temperaturen) och bildar ett supergitter, samtidigt som alla dess komponenter frisätts i en vätskeblandning. Den eutektiska punkten representerar den lägsta temperaturen för vilken den flytande fasen av en blandning kan existera. Den kan läsas av i ett fasdiagram för ett två- eller flerkomponentsystem och kan observeras där likviduslinjer skär varandra.
Hos en eutektisk blandning växlar faserna mellan smält och fast form ögonblickligt, då den eutektiska temperaturen passeras. Vid andra blandningar än den eutektiska råder ett visst temperaturintervall då blandningen gradvis övergår från det ena aggregationstillståndet till det andra. Inom detta intervall har blandningen en trögflytande konsistens.

## Eutektiska legeringar
Möjlighet att sänka smälttemperaturen hos metaller kan ha en stor praktisk betydelse.
En legering av 77% kalium och 23% natrium har en smälttemperatur på ca 260 K (-13oC). Således är kvicksilver det enda metalliska grundämnet, men inte den enda metallen som är flytande vid rumstemperatur.
För det binära systemet 88 % bly och 12 % antimon är den eutektiska temperaturen 252 °C. Denna temperatur kan sänkas genom en minskning av blyhalten till 84 %, och med en ersättning av denna minskning med 4 % tenn under bibehållande av 12 % antimon. Den eutektiska temperaturen sjunker därvid till 240 °C.
Den låga smältpunkten hos gjutjärn på ca 1420 K (1147oC) beror på ett eutektikum mellan järn och kol.